# Predator (album)
Predator jedanaesti je studijski album njemačkog heavy metal sastava Accept objavljen 15. siječnja 1996. godine. Posljednji je album sastava s pjevačem Udo Dirkschneiderom i jedini s bubnjarom Michaelom Cartelloneom.

## Popis pjesama
| 1.    | »Hard Attack«           | 4:37 |
| 2.    | »Crossroads«            | 5:12 |
| 3.    | »Making Me Scream«      | 4:13 |
| 4.    | »Diggin' in the Dirt«   | 4:01 |
| 5.    | »Lay It Down«           | 5:01 |
| 6.    | »It Ain't Over Yet«     | 4:15 |
| 7.    | »Predator«              | 3:38 |
| 8.    | »Crucified«             | 3:01 |
| 9.    | »Take Out the Crime«    | 3:12 |
| 10.   | »Don't Give a Damn«     | 2:58 |
| 11.   | »Run Through the Night« | 3:21 |
| 12.   | »Primitive«             | 4:36 |
| 48:05 |                         |      |

## Zasluge
Accept
- Udo Dirkschneider - vokali
- Wolf Hoffmann - gitara
- Peter Baltes - bas-gitara

Dodatni glazbenici
- Michael Cartellone - bubnjevi
- Kalei Pam – bubnjevi (na pjesmi "Predator")